# Сквер Героев-Чернобыльцев
Сквер Героев-Чернобыльцев — сквер в районе Ново-Переделкино Западного административного округа Москвы, расположенный между домами 4 и 8 по улице Шолохова.
Название скверу присвоено постановлением Правительства Москвы от 16 января 2018 года.
Выбор названия обусловлен местонахождением сквера: во дворе дома 6 по улице Шолохова 26 апреля 1997 года был установлен первый гранитный обелиск в Москве, посвящённый ликвидаторам аварии на Чернобыльской АЭС.
На территории района Ново-Переделкино проживают 362 семьи, пострадавшие во время катастрофы в Чернобыле.
В 2018 году в сквере был проведён капитальный ремонт и благоустройство, разбит газон, установлены фонари, скамейки и урны.